# گیبسون لس پال
گیبسون لس پال (به انگلیسی: Gibson Les Paul) یک مدل گیتار الکتریک با بدنه توپر است که اولین بار در اوایل دهه ۱۹۵۰ میلادی طراحی شد. تد مک کارتی با همکاری لس پال نوازنده گیتاری که محبوبیت فراوانی در میان هوادرانش داشت، این مدل گیتار را طراحی کرد و بعد از آن شرکت گیبسون به افتخار این نوازنده، نام این مدل را لس پال برگزید.از مشهورترین استفاده کنندگان این ساز می توان به گری مور اشاره کرد.

## پیشینه
طراحی مدل لس پال حاصل همکاری میان گیبسون و نوازنده گیتار جز، لس پال، در دهه ۵۰ میلادی بود. پس از آن که شرکت فندر مدل فندر تله‌کستر خود را به بازار عرضه کرد و باعث محبوب شدن و جا افتادن گیتارهای الکتریک در میان نوازندگان شد، گیبسون تصمیم گرفت تا در این بازار عقب نماند پس تد مک‌کارتی و لس پال را به کار گرفت تا طراحی یک مدل جدید گیتار الکتریک را بر عهده بگیرند. در واقع لس پال پیش از این نیز دستی در طراحی گیتار داشت، او بدنه توپر گردی شکلی را به نام «د لاگ» طراحی کرده بود که از یک گیتار اسپنیش به همین نام الهام گرفته شده بود، تولید این طرح در آن زمان پذیرفته نشده بود. همین داستان منجر شد تا بعدها همکاری میان لس پال و گیبسون شکل بگیرد و گیبسون نیز متقاعد شده بود که مدل جدید می‌تواند قیمت بیشتری داشته باشد، از مواد اولیه بهتری بهره‌مند گردد و نشان گیبسون نیز بر سردسته آن منقوش گردد.

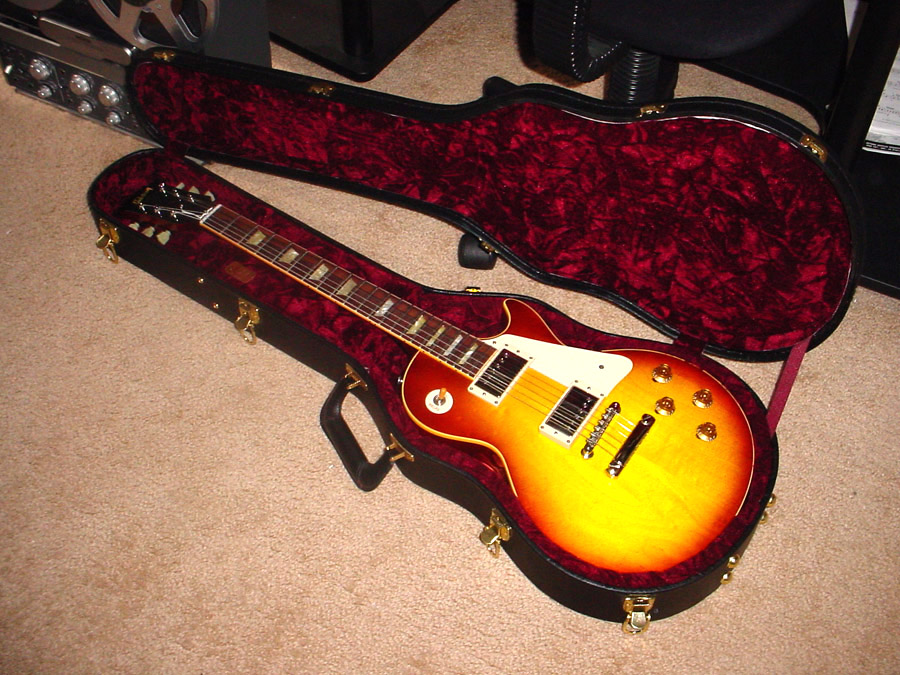

میزان همکاری لس پال با گیبسون در طراحی این مدل همچنان جدال بر انگیز است. در کتاب «۵۰ سال با گیسبون لس پال» ادعا شده که همکاری لس پال در طراحی این مدل تنها به دو گزینه محدود بوده است: یکی توصیه سردسته ذوزنقه‌ای شکل گیتار و دیگری در ارجحیت دادن به رنگ‌های طلایی و مشکی بر دیگر رنگ‌های قابل استفاده.